# Tržna vrata Mileta
Tržna vrata Mileta (nemško das Markttor von Mileta) je velik marmorni spomenik, razstavljen v Pergamonskem muzeju v Berlinu v Nemčiji. Zgrajena so bila v Miletu v 2. stoletju našega štetja in uničena v potresu v 10. ali 11. stoletju. Na začetku leta 1900 so bila izkopana, obnovljena in so na ogled v muzeju. Ohranjeni so bili samo fragmenti. Pri obnovi so uporabili nov material, zaradi česar je bil muzej deležen hudih kritik. Vrata so bila poškodovana med drugo svetovno vojno in so bila ponovno obnovljena leta 1950. Nadaljnja restavratorska dela so bila v prvem desetletju 21. stoletja.

## Opis
Vrata so velik marmorni spomenik,  približno 30 metrov širok, 16 metrov visok in 5 metrov globok.  Dvonadstropna struktura ima tri vrata  in številne izbokline in niše.  V višini strehe in med tlemi so bogato okrašeni frizi z biki in cvetnimi reliefi. Štrleče pedimentne konstrukcije podpirajo korintski in kompozitni stebri. Vrata niso povsem izvirna, saj je le malo osnove in spodnjega nadstropja preživelo stoletja; [4] Dodatno gradivo je opeka, cement in jeklo.  Vrata so z železnimi nosilci pritrjena na steni za njo. 
V Miletu so bile niše zapolnjene z zgodbami, ki kažejo kipe cesarjev, nekateri se borijo proti barbarom.

## Zgodovina

### Milet
Vrata so bila zgrajena v 2. stoletju našega štetja, verjetno med vladanjem cesarja Hadrijana okoli 120 do 130 n. št. Nadomestila so obstoječe dorske propileje in se uporabljala kot severni vhod na južni trg ali agoro v Miletu, starodavnem mestu v današnji Turčiji.  Vrata so bila obnovljena v 3. stoletju po škodi zaradi potresa. Pod Justinijanom so okrepili obrambo Mileta, leta 538 so bila vrata vključena v mestno obzidje.  V 10. ali 11. stoletju je potres porušil vrata. Fragmenti strukture so bili razmetani in so se uporabljali v okolici zgradbe, večina pa je bila zasuta z zemljo.

### Izkopavanja in rekonstrukcija
Nemški arheolog Theodor Wiegand je izvedel vrsto izkopavanj v Miletu od leta 1899 do 1911. Leta 1903 je tržna vrata izkopal in od leta 1907 do leta 1908 so bili fragmenti vrat odpeljani v Berlin. Wiegand je zapisal v svoj dnevnik, da jih je s pomočjo modelov  predstavil cesarju Viljemu II., ki je bil tako navdušen, da je ukazal, naj obnovijo vrata v polni obliki kot gledališko kuliso v Pergamonskem muzeju.
Od leta 1925 do 1929 so bila vrata v nedavno razširjenem muzeju sestavljena iz več kot 750 ton fragmentov. Ni pa bilo celotnih vrat, zato so konstrukcijo napolnili z materialom, ki so ga uporabljali pri obnovi. Obnova se je začela s sestavljanjem srednjega nadstropja entablature in dajanjem drugega nadstropja stebrov na vrh, sledila je rekonstrukcija pedimentov. Bazo in pritličje so vstavili v nadaljevanju. Opeka in armiran beton z jeklenimi dopolnili in nekaj ostanki so sestavili spodnjo strukturo. Izvirne fragmente stebrov so izvrtali, pustili debelino 3 do 4 cm in jih napolnili z jeklom in malto. V letih 1920 in 1930 je bil muzej deležen kritike zaradi predstavljanja spomenikov v izvirniku, ker so jih sestavljali z neizvirnim gradivom. 

### Od druge svetovne vojne do danes
Vrata so bila poškodovana zaradi bombardiranja med drugo svetovno vojno. Streha in strešno okno nad vrati sta bila uničena skupaj z zaščitnim zidom. Desno krilo je propadlo in struktura je bila poškodovana zaradi požara in šrapnelov; izguba zidu je pomenila izpostavljenost vrat vremenskim vplivom za dve leti. Po končani zimi je bila zgrajena začasna streha za zaščito vrat. Od leta 1952 do 1954 je bila struktura temeljito obnovljena pod vodstvom arheologa H. H. Völkerja. Ker je bilo le malo podrobne dokumentacije, so dela potekala na poseben način.
Naslednja večja obnovitvena dela so bila v prvem desetletju 2000. Stanje vrat se je poslabšalo zaradi kombinacije notranjih vremenskih vplivov in nezdružljivih vrst gradbenega materiala. Fragmenti vrat so popustili in izpadli, kar je zahtevalo dodajanje ograje pred konstrukcijo za zaščito obiskovalcev. Stanje strukture je bilo dokumentirano pred obnovo, od približno leta 2003 do 2004, vključno z izdelavo tridimenzionalnih fotogrametričnih modelov zaradi arhitekturne kompleksnosti. Decembra 2005 je bil okrog strukture postavljen oder s prozornim zaščitnim pokrovom na zunaj in znotraj vhoda v predor. Oder in pokrov so odstranili konec leta 2008 po začetnem urejanju.